# American Memory
American Memory — интернет-архив изображений, а также аудио, видео и заархивированного веб-контента, которые находятся в общественном достоянии. Архив ведётся Библиотекой Конгресса. Архив появился 13 октября 1994 года на средства от частных пожертвований, которые составили $ 13 млн.

## История
Предшественником проекта American Memory была программа цифровизации, которая стартовала в 1990 году. Библиотека Конгресса выбрала из своих фондов ряд образцов фильмов, видео, аудиозаписей, книг и фотографий, которые были оцифрованы и распространены на LaserDisc и CD-ROM. Когда в 1993 году была усовершенствована всемирная паутина, пилотная программа переориентировалась, чтобы передавать оцифрованные материалы через Интернет.
Национальная цифровая библиотека была создана при поддержке обеих палат Конгресса США. Первоначально финансировалась государством, в течение пяти лет было выделено $ 15 млн, в свою очередь, с 1994 по 2000 год государственно-частное партнёрство предпринимателей и благотворителей помогло собрать более чем $ 45 млн от частных спонсоров.
В 1996 году Библиотека Конгресса объявила трёхлетний конкурс с призом в $ 2 млн от корпорации Ameritech. По его условиям общественным, научно-исследовательским и академическим библиотекам, музеям, историческим обществам и архивным учреждениям (за исключением федеральных учреждений) предлагается оцифровать материалы по американской истории и сделать их доступными на сайте American Memory. Конкурс помог пополнить American Memory 23 цифровыми коллекциями, в итоге теперь архив содержит более 100 тематических коллекций.
Национальная цифровая библиотека достигла поставленной цели — создать 5 миллионов онлайн-экземпляров к 2000 году. American Memory будет продолжать расширять контент исторического содержания и использовать новые технологии, чтобы «поддерживать и сохранять универсальный сборник знаний и творчества для будущих поколений».